# Jessica Simpson

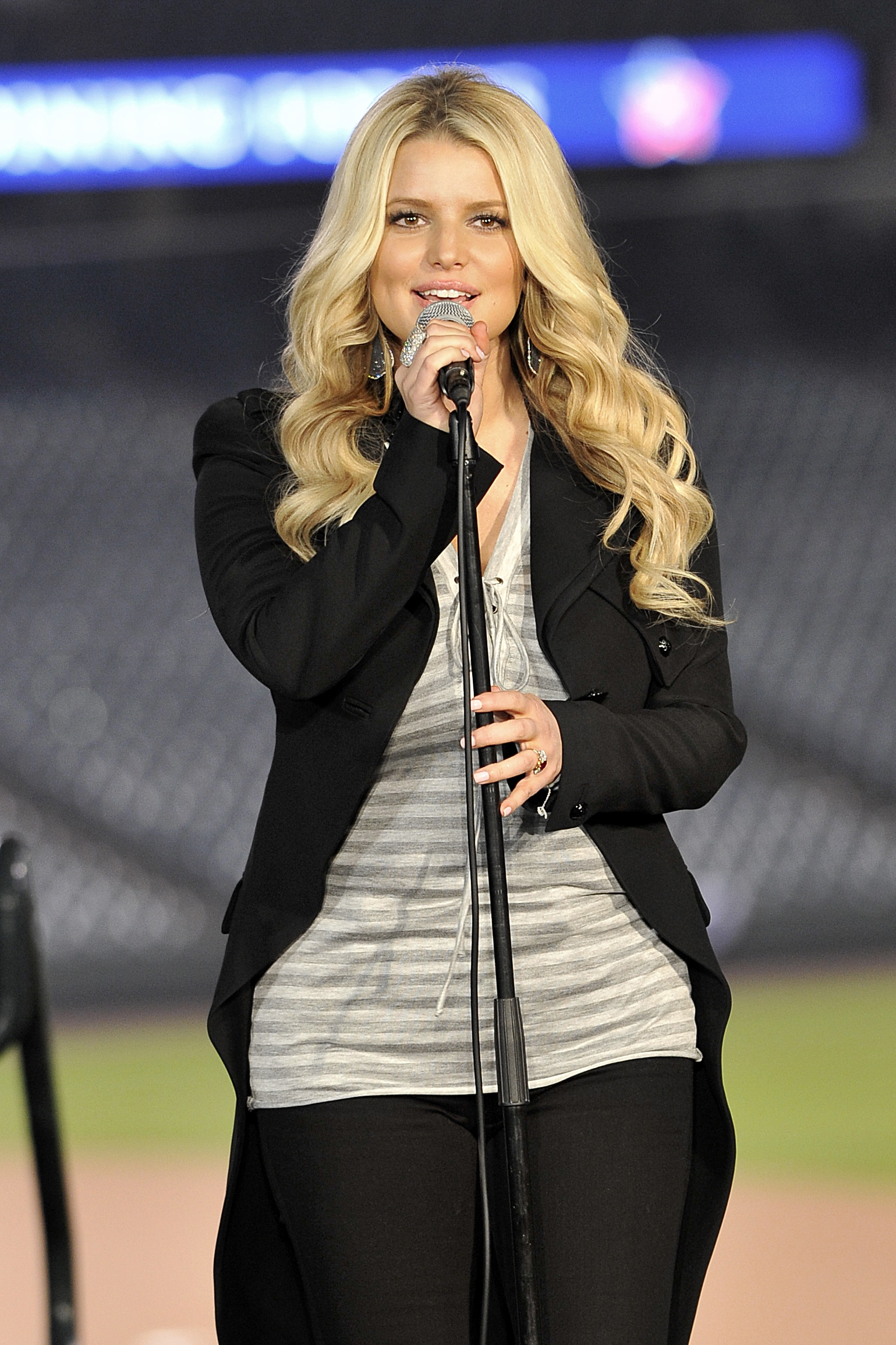
Jessica Simpson (2011)

Jessica Ann Simpson (* 10. Juli 1980 in Abilene, Texas) ist eine US-amerikanische Pop-Sängerin und Schauspielerin. Sie ist die ältere Schwester von Ashlee Simpson.

## Karriere
Simpsons erste Single I Wanna Love You Forever, die im Herbst 1999 erschien, erreichte Platz drei der amerikanischen Billboard-Charts, das dazugehörige Debütalbum Sweet Kisses landete auf Platz 25 der amerikanischen Album-Charts und wurde mit Doppelplatin ausgezeichnet. Im Frühjahr 2001 folgte das ebenfalls erfolgreiche Album Irresistible, aus dem die gleichnamige Single sowie A Little Bit ausgekoppelt wurden. Außerhalb der USA konnte Jessica Simpson zunächst keine größeren Erfolge verzeichnen.
2003 spielten Jessica Simpson und ihr damaliger Ehemann Nick Lachey (Sänger der in den USA erfolgreichen Boygroup 98 Degrees) in der Realityshow Newlyweds bei MTV die Hauptrollen. Im September desselben Jahres veröffentlichte sie ihr drittes Album, In This Skin, das sich auf dem zweiten Platz der Album-Charts platzieren konnte.
2005 arbeitete Simpson weiter an ihrer Schauspielkarriere. In Ein Duke kommt selten allein, einem Remake der gleichnamigen Fernsehserie aus den 1970er Jahren, spielte sie die Rolle der Daisy Duke. Zum Film steuerte sie auch eine Cover-Version des Nancy-Sinatra-Hits These Boots Are Made for Walkin’ bei, der bisher ihr größter Hit war und weltweit Platzierungen in den Top 5 buchen konnte.
Simpson veröffentlichte im August 2006 das Album A Public Affair, das ab Anfang Februar 2007 auch in Deutschland verfügbar war. Die Verkaufszahlen waren international nur schwach und die Kritiken fielen teilweise sehr negativ aus.
Danach arbeitete Simpson an der Entstehung ihres ersten Country-Albums Do You Know, das im Herbst 2008 in den USA erschien. Die erste Single Come On Over war ab August dort erhältlich, konnte aber vorab schon durch Downloads auf Platz 65 in die Pop-Singles-Charts und auf Platz 18 der Country-Singles-Charts gelangen. In Deutschland sowie anderen europäischen Ländern konnten weder Single noch Album hohe Chartplatzierungen erreichen. Im Jahre 2009 schrieb sie den Song Never Not Beautiful für den englischen Sänger Calvin Goldspink.
Im Mai 2010 erreichte der Song Who We Are Platz 30 der US-Charts. Das dazugehörige Album sollte im September erscheinen, wurde dann auf April 2011 verschoben. Bis heute konnte sie mehr als 30 Millionen CDs verkaufen.

## Leben
Jessica Simpsons Vater, der auch ihr Manager ist, war ursprünglich Baptisten-Pfarrer, und im Kirchenchor seiner Gemeinde begann Jessica mit dem Singen. Mit zwölf Jahren nahm sie erfolglos an einem Vorsingen für den Mickey Mouse Club teil.
Von 2002 bis 2005 war Simpson mit Nick Lachey verheiratet, der nach ihrer Trennung die Ehe in seinem Soloalbum What’s Left of Me aufarbeitete. Mit dem Lied gewann er den Teen Choice Award 2006 für den besten Lovesong.
In den Jahren 2006/2007 war Simpson mit dem Musiker John Mayer und von November 2007 bis Juli 2009 war sie mit Dallas-Cowboys-Quarterback Tony Romo liiert. Ab Mai 2010 war sie mit dem Ex-Footballer Eric Johnson liiert. Im November 2010 verlobten sich die beiden. Am 1. Mai 2012 wurde sie Mutter einer Tochter. Im Juni 2013 brachte sie einen Jungen zur Welt. Seit dem 5. Juli 2014 ist Simpson verheiratet mit Eric Johnson. Die Hochzeit fand auf einer Ranch in Kalifornien statt. Am 19. März 2019 brachte sie noch ein Mädchen zur Welt. Im Januar 2025 gab Simpson bekannt, sich von Eric Johnson scheiden zu lassen.
Derzeit wohnt sie in Beverly Hills.
Im Jahr 2020 erschien ihre Autobiografie Open Book. Darin sowie im Jahr 2021 erklärte Simpson, bis in das Jahr 2017 wegen psychischer Probleme, deren Auslöser ein Missbrauch im Kindesalter war, eine Alkohol- und Tablettensucht gehabt zu haben.

## Diskografie
Studioalben

| Jahr | Titel Musiklabel                        | Höchstplatzierung, Gesamtwochen, AuszeichnungChartplatzierungen (Jahr, Titel, Musiklabel, Platzierungen, Wochen, Auszeichnungen, Anmerkungen) | Höchstplatzierung, Gesamtwochen, AuszeichnungChartplatzierungen (Jahr, Titel, Musiklabel, Platzierungen, Wochen, Auszeichnungen, Anmerkungen) | Höchstplatzierung, Gesamtwochen, AuszeichnungChartplatzierungen (Jahr, Titel, Musiklabel, Platzierungen, Wochen, Auszeichnungen, Anmerkungen) | Höchstplatzierung, Gesamtwochen, AuszeichnungChartplatzierungen (Jahr, Titel, Musiklabel, Platzierungen, Wochen, Auszeichnungen, Anmerkungen) | Höchstplatzierung, Gesamtwochen, AuszeichnungChartplatzierungen (Jahr, Titel, Musiklabel, Platzierungen, Wochen, Auszeichnungen, Anmerkungen) | Anmerkungen                                                  |
| Jahr | Titel Musiklabel                        | DE | AT | CH | UK | US | Anmerkungen                                                  |
| ---- | --------------------------------------- | --- | --- | --- | --- | --- | ------------------------------------------------------------ |
| 1997 | Jessica Proclaim Records (Proclaim)     | — | — | — | — | — | Erstveröffentlichung: 1997                                   |
| 1999 | Sweet Kisses Columbia Records (Sony)    | DE44 (6 Wo.)DE | AT43 (4 Wo.)AT | CH5 (16 Wo.)CH | UK36 (3 Wo.)UK | US25 ×2Doppelplatin · (62 Wo.)US | Erstveröffentlichung: 9. November 1999 Verkäufe: + 4.000.000 |
| 2001 | Irresistible Columbia Records (Sony)    | DE34 (3 Wo.)DE | AT58 (2 Wo.)AT | CH15 (10 Wo.)CH | — | US6 Gold · (16 Wo.)US | Erstveröffentlichung: 25. Mai 2001 Verkäufe: + 2.000.000     |
| 2003 | In This Skin Columbia Records (Sony)    | — | — | CH78 (3 Wo.)CH | UK36 Silber · (9 Wo.)UK | US2 ×3Dreifachplatin · (75 Wo.)US | Erstveröffentlichung: 19. August 2003 Verkäufe: + 7.000.000  |
| 2006 | A Public Affair Epic Records (Sony BMG) | — | — | — | UK65 (1 Wo.)UK | US5 Gold · (9 Wo.)US | Erstveröffentlichung: 26. August 2006 Verkäufe: + 1.000.000  |
| 2008 | Do You Know Columbia Records (Sony BMG) | — | — | — | — | US4 (9 Wo.)US | Erstveröffentlichung: 27. August 2008 Verkäufe: + 173.000    |

## Filmografie
- 2002: Twilight Zone (The Twilight Zone, Fernsehserie, Folge 38: Die Puppen-Sammlung)
- 2002: Die wilden Siebziger (That ’70s Show, Fernsehserie, drei Folgen)
- 2002: Meister der Verwandlung (The Master of Disguise)
- 2003–2005: Newlyweds (Newlyweds, Fernsehserie, 41 Folgen, zusammen mit Nick Lachey)
- 2004: Jessica (Kurzfilm)
- 2005: Ein Duke kommt selten allein (The Dukes of Hazzard)
- 2006: Employee of the Month
- 2007: Blonde Ambition
- 2008: Der Love Guru (The Love Guru)
- 2008: Major Movie Star
- 2010: Jessica Simpson: Happy Christmas (Fernsehfilm)
- 2010: Entourage (Fernsehserie, eine Folge)

## Belege
1. ↑  Eintrag bei filmreference.com
2. ↑  Jessica Simpson: Ein Kuss geht um die Welt. In: BUNTE.de. (bunte.de [abgerufen am 30. Oktober 2018]).
3. ↑  Jessica Simpson: Sie hat sich verlobt! In: BUNTE.de. (bunte.de [abgerufen am 30. Oktober 2018]).
4. ↑  Jessica Simpson: Sie ist Mama geworden! In: BUNTE.de. (bunte.de [abgerufen am 30. Oktober 2018]).
5. ↑  Frisch vermählt: So war Jessica Simpsons Hochzeit. Promiflash. 6. Juli 2014, abgerufen am 15. August 2019.
6. ↑  Jessica Simpson: Debatte über lila Haare ihrer Tochter. (Memento vom 15. August 2019 im Internet Archive) Frankenpost. 1. August 2019, abgerufen am 15. August 2019.
7. ↑  Jessica Simpson: Ehe-Aus nach zehn Jahren – was wird jetzt aus den Kindern? 14. Januar 2025, abgerufen am 14. Januar 2025.
8. ↑  Jessica Simpson über ihre Suchtprobleme: »Ich habe mich selbst nicht geliebt«. In: Der Spiegel. 2. November 2021, ISSN 2195-1349 (spiegel.de [abgerufen am 2. November 2021]).
9. 1 2  Bianca Mastroianni: Jessica Simpson’s huge fortune you never knew about. In: nzherald.co.nz. The New Zealand Herald, 4. Oktober 2020, abgerufen am 22. November 2022 (englisch).
10. ↑  Jessica Sager: From Music to Merch, Find Out All About Jessica Simpson’s Net Worth—And Whether She’s a Bona Fide Billionaire. In: parade.com. Parade, 28. Dezember 2021, abgerufen am 22. November 2022 (englisch).
11. ↑  Stephanie Webber: Jessica Simpson Turns Down Huge Book Deal to Record New Album. In: usmagazine.com. US Magazine, 6. März 2015, abgerufen am 22. November 2022 (englisch).
12. ↑  Gary Trust: A Little Bit Country. In: vnuemedia.com. Billboard, 20. Februar 2009, abgerufen am 22. November 2022 (englisch).

| Personendaten    | Personendaten                                   |
| ---------------- | ----------------------------------------------- |
| NAME             | Simpson, Jessica                                |
| ALTERNATIVNAMEN  | Simpson, Jessica Ann (vollständiger Name)       |
| KURZBESCHREIBUNG | US-amerikanische Popsängerin und Schauspielerin |
| GEBURTSDATUM     | 10. Juli 1980                                   |
| GEBURTSORT       | Abilene, Texas, Vereinigte Staaten              |